# Microcephalops griseus
Microcephalops griseus är en tvåvingeart som beskrevs av De Meyer 1990. Microcephalops griseus ingår i släktet Microcephalops och familjen ögonflugor.
Artens utbredningsområde är Arizona. Inga underarter finns listade i Catalogue of Life.